# One for Sorrow
One for Sorrow è il quinto album in studio del gruppo musicale finlandese Insomnium, pubblicato nell'ottobre 2011 dalla Century Media Records. 

## Tracce
1. Inertia – 3:43
2. Through the Shadow – 4:38
3. Song of the Blackest Bird – 7:29
4. Only One Who Waits – 5:17
5. Unsung – 5:04
6. Every Hour Wounds – 5:24
7. Decoherence – 3:18
8. Lay the Ghost to Rest – 7:46
9. Regain the Fire – 4:26
10. One for Sorrow – 6:06
11. Weather the Storm – 4:53

## Formazione
- Niilo Sevänen − voce, basso
- Ville Friman − chitarra
- Ville Vänni − chitarra
- Markus Hirvonen − batteria